# Ciberataque
Em computadores e redes de computadores, um ciberataque, também chamado de ataque cibernético (cyberattack, em inglês), é qualquer tentativa de expor, alterar, desativar, destruir, roubar ou obter acesso não autorizado ou fazer uso não autorizado de um dispositivo. Um ataque cibernético é qualquer tipo de manobra ofensiva voltada para sistemas de informação de computadores, infraestruturas, redes de computadores ou dispositivos de computadores pessoais. Um invasor é uma pessoa ou processo que tenta acessar sem autorização dados, funções ou outras áreas restritas do sistema, possivelmente com intenção maliciosa. Dependendo do contexto, os ataques cibernéticos podem fazer parte da guerra cibernética ou do ciberterrorismo. Um ataque cibernético pode ser empregado por estados-nação, indivíduos, grupos, sociedade ou organizações, podendo ter origem de uma fonte anônima.
Um ataque cibernético pode roubar, alterar ou destruir um alvo especificado, hackeando um sistema suscetível. Os ataques cibernéticos podem variar desde a instalação de spyware em um computador pessoal até a tentativa de destruir a infraestrutura de nações inteiras. Especialistas legais estão procurando limitar o uso do termo a incidentes que causam danos físicos, distinguindo-os das violações de dados mais rotineiras e de atividades mais amplas de hackers.
Os ataques cibernéticos tornaram-se cada vez mais sofisticados e perigosos.
A análise do comportamento do usuário (UBA) e o SIEM podem ser usados para ajudar a evitar esses ataques.